# 虚空蔵院

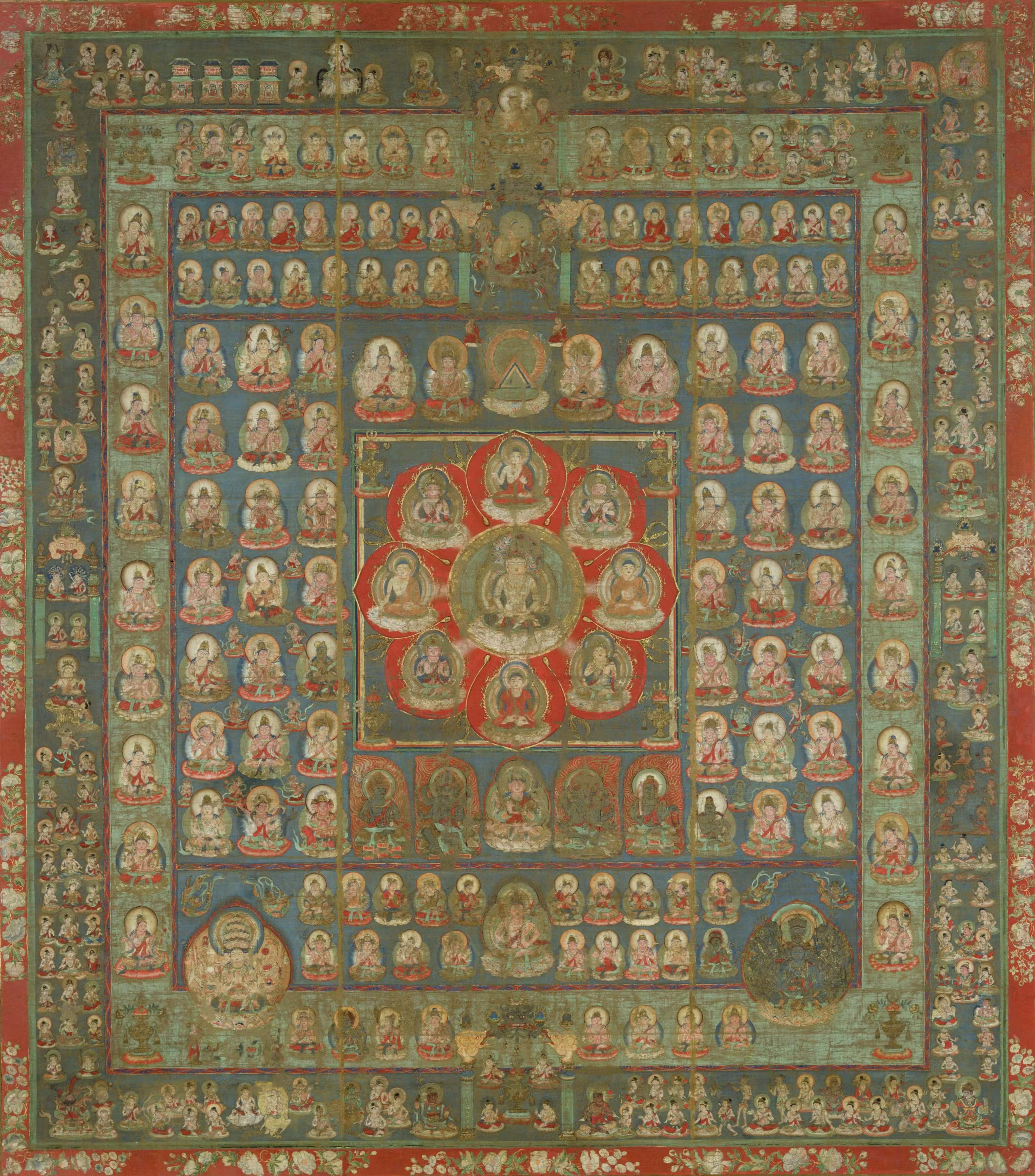
胎蔵曼荼羅

虚空蔵院（こくぞういん）は両界曼荼羅の一つ胎蔵曼荼羅の下部（蓮華部院・持明院・金剛手院の下）に位置する区画（院）。
中央の虚空蔵菩薩を主尊とし、広大無辺の虚空のように、仏智より発する自利・利他の大悲行が自在になった果徳をあらわす。
左端に千手千眼観自在菩薩、右端に一百八臂金剛蔵王菩薩を配し、
左側上5尊・下4尊、右側上5尊・下5尊の合計22尊が位置する。
| 千手千眼観自在菩薩 せんじゅせんげんかんじざいぼさつ | 檀波羅蜜 だんはらみつ | 戒波羅蜜 かいはらみつ                       | 忍波羅蜜 にんはらみつ                       | 精進波羅蜜 しょうじんはらみつ | 禅波羅蜜 ぜんはらみつ                   | 虚空蔵菩薩 こくうぞうぼさつ | 般若波羅蜜 はんにゃはらみつ | 方便波羅蜜 ほうべんはらみつ | 願波羅蜜 がんはらみつ         | 力波羅蜜 りきはらみつ             | 智波羅蜜 ちはらみつ       | 一百八臂金剛蔵王菩薩 いっぴゃくはっぴこんごうざおうぼさつ |
| 千手千眼観自在菩薩 せんじゅせんげんかんじざいぼさつ |                       | 不空鉤観自在菩薩 ふくうこうかんじざいぼさつ | 忿怒鉤観自在菩薩 ふんぬこうかんじざいぼさつ | 生念処菩薩 しょうねんじぼさつ | 共発意転輪菩薩 ぐうほついてんりんぼさつ | 虚空蔵菩薩 こくうぞうぼさつ | 無垢逝菩薩 むくぜいぼさつ   | 蘇婆胡菩薩 そばこぼさつ     | 金剛針菩薩 こんごうしんぼさつ | 蘇悉地羯羅菩薩 そしっじからぼさつ | 曼荼羅菩薩 まんだらぼさつ | 一百八臂金剛蔵王菩薩 いっぴゃくはっぴこんごうざおうぼさつ |